# Apollonios von Rhodos

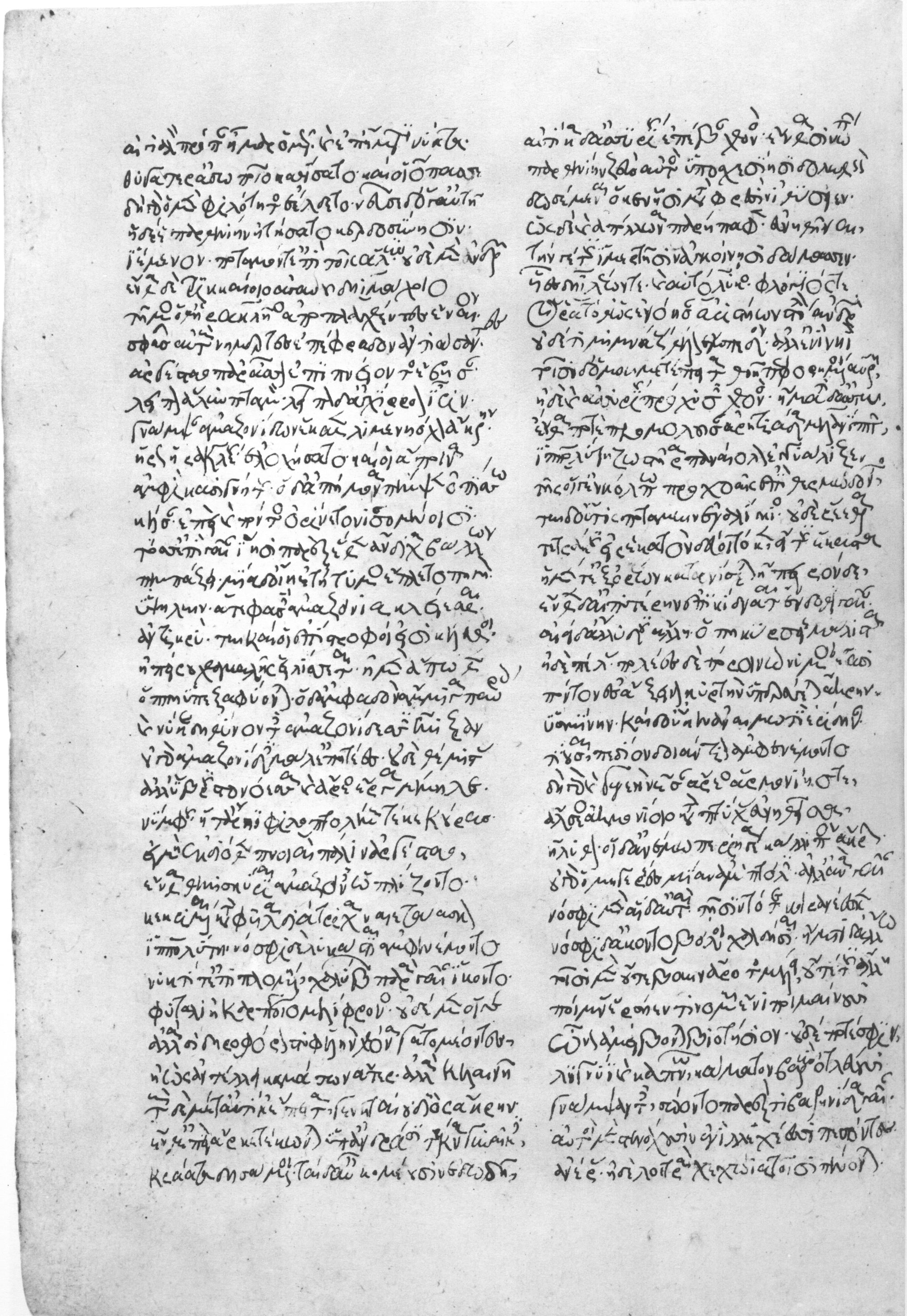
Apollonios von Rhodos, Argonautika in der 1280 geschriebenen Handschrift Florenz, Biblioteca Medicea Laurenziana, Plut. 32,16, fol. 207v

Apollonios von Rhodos (auch Apollonios Rhodios; * Anfang des 3. Jahrhunderts v. Chr. vermutlich in Alexandria; † Ende des 3. Jahrhunderts v. Chr.) war ein antiker griechischer Dichter und Gelehrter in der Zeit des Hellenismus. Er verfasste das erhaltene, aus vier Gesängen bestehende Epos Argonautika.

## Leben
Die näheren Lebensumstände des wahrscheinlich in Alexandria Anfang des 3. Jahrhunderts v. Chr. geborenen Apollonios sind umstritten. Quellen für seine Biographie sind zwei antike Viten und der Artikel über ihn in der Suda. In Alexandria war er Schüler des Kallimachos von Kyrene. Um 270 v. Chr. bis 246 v. Chr. leitete er die berühmte Bibliothek von Alexandria als Nachfolger des Zenodotos von Ephesos. Vielleicht übernahm dann Eratosthenes diesen Posten von ihm.
Möglicherweise zerstritt sich Apollonios mit seinem Lehrer Kallimachos wegen abweichender Anschauungen über den Kunstcharakter seines großen epischen Gedichts Argonautika. In der Zeit nach dem Regierungsantritt von Ptolemaios III. 246/245 v. Chr. zog er nach einem Misserfolg, den er mit der ersten Version seines Hauptwerks in Alexandria hatte, auf die Insel Rhodos um, woraus sich wohl sein Beiname Rhodios erklärt. Auf Rhodos brachte er auch die endgültige Fassung der Argonautika heraus. Unsicher ist, ob er auf Rhodos starb oder später wieder nach Alexandria zurückkehrte und dort verschied.
Außer seinem Hauptwerk Argonautika verfasste Apollonios weitere, fast völlig verlorengegangene Arbeiten, so u. a. auf dem Gebiet der Philologie die Schrift Gegen Zenodotos, in der er sich gegen Zenodotos’ Erklärung des antiken griechischen Dichters Homer wandte. Ferner veröffentlichte er epische Gedichte über die Gründung bedeutender Städte wie Alexandria, Naukratis und Rhodos, sowie eine nach der gleichnamigen ägyptischen Stadt benannte Dichtung Kanobos.

## Argonautika
Apollonios’ Hauptwerk sind die Argonautika, eine epische Version der Argonautensage in vier Büchern. Die Sage existierte bereits lange vor seiner Zeit. Auf einzelne Begebenheiten hatte bereits Homer Bezug genommen, Apollonios konnte sie also als bekannt voraussetzen. In der Sage fährt eine Schar griechischer Helden, angeführt von Iason, mit dem Schiff Argo in das Land Kolchis, vermutlich im heutigen Georgien gelegen, um nach dem Goldenen Vlies zu suchen.
In seinem Epos entfaltete Apollonios die geographisch-antiquarische Gelehrsamkeit, wie sie damals in Alexandria vorherrschte. Seine Einleitung des Werks weist eine sehr genaue Disposition auf und gibt auch einen Überblick über die Vorgeschichte. Daraufhin folgt eine Liste der Argonauten, die sich an dem Vorbild von Homers Schiffskatalog orientiert. Apollonios arbeitete aber die mythologische Tradition über die Argonauten in sehr gelehrter Weise ein. In den ersten beiden Büchern beschreibt der Verfasser sodann die Reise der Argonauten nach Kolchis, wobei er Schilderungen ihrer Schiffsfahrt mit Abenteuern, die sie bei ihren diversen Landungen erleben, einander abwechseln lässt. Zu den Höhepunkten der Handlung zählen hier unter anderem das Hylas-Abenteuer sowie die Durchquerung der Meeresenge zwischen den Symplegaden an der Einmündung des Bosporus in das Schwarze Meer. Ferner werden beispielsweise die gefährliche Landung der Helden auf Lemnos, der Kampf gegen die Giganten in Kyzikos und die Befreiung des Phineus von den Harpyien erzählt.
Vor allem am Anfang des dritten Buchs der Argonautika rückt Apollonios in einer olympischen Szene die Götter in den Mittelpunkt, wo eine Beratung über die Unterstützung der Argonauten in Kolchis stattfindet. In der Darstellung der Götter bleibt er der epischen Tradition treu, doch nähern sie sich menschlichen Verhaltensweisen. Eine bedeutende Leistung des Verfassers ist seine psychologische und einfühlsame Schilderung der Liebe Medeas zum Helden Iason. Er zeichnet ihren seelischen Kampf zwischen der Treue zum Vaterhaus und ihrer Leidenschaft für den Geliebten nach. Hierbei erreichte der Autor gegenüber den älteren Epen eine höhere Stufe. Im dritten Buch wird Medea noch als in ihren Entschlüssen schwankend beschrieben, während sie im vierten Buch als leidenschaftlich-energisch erscheint. Hier wird auch die Dämonie der fremdländischen Zauberin stärker betont. Der Inhalt des vierten und letzten Buchs der Argonautika besteht aus der Erzählung der auf den Raub des Goldenen Vlieses folgenden Rückfahrt der Argonauten nach Hellas. Die Helden werden von ihnen aus Kolchis nachgesandten Streitkräften unter Führung von Medeas Stiefbruder Apsyrtos verfolgt, der aber unter Beteiligung Medeas ermordet wird. Im Gegensatz zur Hinfahrt verläuft die Route der Heimfahrt der Argonauten wesentlich ungeplanter und langwieriger. Ursache hierfür ist unter anderem ihre Bestrafung durch Zeus wegen ihrer Tötung des Apsyrtos; der Göttervater lässt ihr Schiff nämlich umhertreiben. Auch an dieser Stelle verarbeitet der belesene Autor viele mythische Überlieferungen und schildert, wie die Argonauten an verschiedenen bereits in der Odyssee auftauchenden Orten vorbeisegeln. Dabei bemüht sich Apollonios, die Motive gegenüber Homer etwas abzuändern. Bekannt ist vor allem die Erzählung der Passage der Argo durch die Plankten. Später erreichen die Argonauten Korkyra, wo die Heirat von Iason und Medea stattfindet. Nach einem neuntägigen Sturm und der Besiegung des auf Kreta hausenden ehernen Riesen Talos gelangen die Helden wieder in das heimatliche Pagasai zurück, doch ist ihre Ankunft in Griechenland nur angedeutet.
Da der Stoff, welcher der Argonautensage zugrunde liegt, sehr umfangreich ist und das Werk des Apollonios nur einen mäßigen Umfang aufweist, war es dem Verfasser nicht möglich, die gesamte Handlung überall gleichermaßen ausführlich zu erzählen. Die Stärke des Dichters liegt unter anderem in seinen psychologischen Schilderungen, auch in ausgezeichnet durchgeführten Einzelszenen. Er versteht es, anschaulich zu erzählen und Stimmung zu erzeugen. Apollonios vermeidet die Imitation der Formelverse Homers, schließt sich diesem aber stilistisch enger an als Kallimachos und Theokritos. Seine Argonautika waren später eine beliebte Lektüre der Römer. Das Werk wurde von Gaius Valerius Flaccus und Publius Terentius Varro nachgeahmt und beeinflusste auch Vergil. Apollonios gab aber im Gegensatz zu Vergil dem Unternehmen seiner Helden keinen tiefergehenden Sinn.
Die Überlieferung der Argonautika beruht auf einem mit Varianten, Glossen und Scholien ausgestatteten Archetyp, aus dem zahlreiche erhaltene Handschriften hervorgegangen sind, die sich in drei Klassen aufgliedern. Die Scholien gehen auf Werke antiker Kommentatoren wie Theon und Lukillos zurück. Zu den besten Manuskripten gehört der Laurentius Gr. 32,9; daneben ist auch die Pariser Rezension wichtig. Ferner existieren mehrere antike Papyri des Werks.

## Ausgaben und Übersetzungen
- Apollonios de Rhodes: Argonautiques. 3 Bände. Les Belles Lettres, Paris 1974–1981 (maßgebliche textkritische Ausgabe mit französischer Übersetzung).
  - Band I: Chants I–II. Texte établi et commenté par Francis Vian et traduit par Émile Delage, 1974;
  - Band II: Chant III. Texte établi et commenté par Francis Vian et traduit par Émile Delage, 1980 (Rezension von Jean Irigoin in: Revue des Études Grecques 76, 1963, S. 494–495 online);
  - Band III: Chant IV. Texte établi et commenté par Francis Vian, traduit par Émile Delage et Francis Vian, 1981.
- Apollonii Rhodii Argonautica. Hrsg. Hermann Fraenkel. Clarendon, Oxford 1961. 9. Druck um 1994, ISBN 0-19-814559-4 (textkritische Ausgabe).
- Apollonios von Rhodos: Die Fahrt der Argonauten. Griechisch/Deutsch. Übersetzt und kommentiert von Paul Dräger (= Reclams Universal-Bibliothek. Bd. 18231). Durchgesehene und ergänzte Auflage. Reclam, Stuttgart 2010, ISBN 3-15-018231-X.
- Apollonios von Rhodos: Das Argonautenepos. Übersetzt und erläutert von Reinhold F. Glei und Stephanie Natzel-Glei. 2 Bände. Wissenschaftliche Buchgesellschaft, Darmstadt 1996, ISBN 3-534-12184-8, ISBN 3-534-12185-6 (Rezension von Paul Dräger in: Anzeiger für die Altertumswissenschaft 52, 1999, S. 4–20).
- Apollonios Rhodios: Die Argonauten. Deutsche Übersetzung von Thassilo von Scheffer. Dieterich’sche Verlagsbuchhandlung (= Sammlung Dieterich Band 90), Wiesbaden 1947.
- Apollonius Rhodius: The Argonautica. Mit einer englischen Übersetzung von Robert C. Seaton. Heinemann, London 1912. Zuletzt 1988, ISBN 0-434-99001-9.
- Stefanie Stürner: Die Argonauten in Afrika. Einleitung, Übersetzung und Kommentar zur Libyenepisode der ›Argonautika‹ des Apollonios von Rhodos (A.R. 4,1223–1781). (Texte und Kommentare, Band 69). De Gruyter, Berlin 2021.

## Adaptionen
- Hörspiel: Die Fahrt der Argonauten von Katrin Zipse, Regie: Iris Drögekamp, Produktion: SWR2, 2021, in 4 Teilen zu je 55 Minuten.[9]